# Over the Garden Wall (film 1910 Vitagraph)
Over the Garden Wall è un cortometraggio muto del 1910. Il nome del regista non viene riportato. È il film di debutto alla Vitagraph dell'undicenne Adele DeGarde che aveva appena lasciato la Biograph, la compagnia per la quale aveva lavorato fino a quel momento sotto la direzione di David Wark Griffith.

## Produzione
Il film fu prodotto dalla Vitagraph Company of America.

## Distribuzione
Distribuito dalla General Film Company, il film - un cortometraggio in una bobina - uscì nelle sale cinematografiche statunitensi il 10 giugno 1910. Non si conoscono copie ancora esistenti della pellicola che viene considerata presumibilmente perduta.